# Monteils (Gard)
Monteils – miejscowość i gmina we Francji, w regionie Oksytania, w departamencie Gard.
Według danych na rok 1990 gminę zamieszkiwały 324 osoby, a gęstość zaludnienia wynosiła 46 osób/km² (wśród 1545 gmin Langwedocji-Roussillon Monteils plasuje się na 611 miejscu pod względem liczby ludności, natomiast pod względem powierzchni na miejscu 899).